# Henri-Victor Vallois
Henri-Victor Vallois (* 11. April 1889 in Nancy; † 27. August 1981 in Paris) war ein französischer Anthropologe, Paläontologe und Anatom. Er war über 40 Jahre einer der führenden Anthropologen und Paläoanthropologen Frankreichs und befasste sich auch mit vergleichender Anatomie der Wirbeltiere.
Vallois studierte zunächst Medizin an der Universität Montpellier und schloss dort 1914 sein Studium mit einer Arbeit über das Kniegelenk der Primaten ab. Danach wechselte er an die Universität von Paris, wo er bis 1922 Naturgeschichte studierte. Noch im gleichen Jahr wurde er als Professor für Anatomie und Zoologie an die Universität Toulouse berufen, wo er sich u. a. mit Themen aus dem Gebiet der Anthropologie befasste. 1938 wurde er Nachfolger von Raoul Anthony am Laboratoire d’Anthropologie der École pratique des hautes études (EPHE) in Paris. 1941 wurde er als Nachfolger von Paul Rivet Direktor des Musée de l’Homme in Paris und war Professor am Muséum national d’histoire naturelle und Direktor des Laboratoire d’Ethnologie des Hommes actuels et des Hommes fossils.
Von 1932 bis 1970 war er Herausgeber des Revue d’Anthropologie. Von ihm stammen über 400 wissenschaftliche Veröffentlichungen.

## Schriften
- Les races humaines. Reihe Que sais-je? Presses Universitaires, Paris 1944, 1951, 1976.
- mit Marcellin Boule: Traité sur les hommes fossiles, éléments de paléontologie humaine. 1946
- Anthropologie de la population française. Didier, 1943.
- mit Hallam L. Movius: Catalogue des hommes fossiles. Alger, 1953.
- Les Mésolithiques de France. Masson, 1977.

## Belege
1. ↑  Eintrag Vallois, Henri Victor in: Bernard Wood (Hrsg.): Wiley-Blackwell Encyclopedia of Human Evolution. 2 Bände. Wiley-Blackwell, Chichester u. a. 2011, ISBN 978-1-4051-5510-6.

| Personendaten    | Personendaten                                       |
| ---------------- | --------------------------------------------------- |
| NAME             | Vallois, Henri-Victor                               |
| KURZBESCHREIBUNG | französischer Anthropologe, Paläontologe und Anatom |
| GEBURTSDATUM     | 11. April 1889                                      |
| GEBURTSORT       | Nancy                                               |
| STERBEDATUM      | 27. August 1981                                     |
| STERBEORT        | Paris                                               |